# 北方悠誠
北方 悠誠（きたがた ゆうじょう、1994年1月25日 - ）は、佐賀県唐津市出身の元プロ野球選手（投手）。

## 経歴

### プロ入り前
友人の誘いで、小学2年時から遊撃手として軟式野球を始めた。唐津市立湊中学校時代には、軟式野球部で遊撃手と投手を務めた。
佐賀県立唐津商業高等学校への進学後は、1年時夏からのベンチ入りを経て、2年時の春からエースの座を確保。夏の選手権佐賀大会では初戦で敗れたが、秋の佐賀県大会では、全5試合で完投勝利を挙げてチームを優勝に導いた。3年夏の第93回全国高等学校野球選手権大会では、佐賀大会で通算57イニング（888球）を投げ抜いた末に優勝。準々決勝では、延長15回を完投したばかりか、引き分けで迎えた翌日の再試合も完投した。この頃から、NPB入りを本気で考えたという。佐賀代表として出場した全国大会では、古川工業との1回戦で13奪三振を記録するとともに、チームの勝利に貢献。作新学院との2回戦では、最速153km/hのストレートで10三振を奪ったが、チームは2 - 3というスコアで惜敗した。なお、甲子園球場の全国大会では、通算2試合（18イニング）で防御率2.00、23奪三振をマーク。大会後の第9回AAAアジア野球選手権大会で日本代表に選ばれると、2試合の登板（通算3イニング）を無失点で凌いだ。
2011年のNPBドラフト会議で、横浜ベイスターズから1巡目で指名。契約金8,000万円、年俸720万円（金額は推定）という条件で入団した。背番号は28。ベイスターズでは指名後の12月2日付で経営権が東京放送ホールディングスからディー・エヌ・エー（DeNA）に譲渡されたため、北方は横浜ベイスターズとして最後のドラフト1巡目指名選手および、横浜DeNAベイスターズにとって最初の新人選手の1人に当たる。

### DeNA時代
2012年には、イースタン・リーグ公式戦6試合に登板。0勝2敗、防御率6.91という成績で、一軍公式戦での登板機会がなかった。公式戦の終了後フェニックスリーグに参加したが、「チームの内規違反などがあった」という理由で、参加を途中で切り上げられた。
2013年には、イースタン・リーグ公式戦9試合の登板で、1勝1セーブ、防御率1.72をマーク。一軍公式戦へのデビューには至らなかったが、秋季キャンプで150km/h台のストレートを連投したことから、監督の中畑清から一軍のクローザー候補に指名された。キャンプ終了後に参加した台湾でのウィンターリーグでは、ストレートで158km/h（当時の自己最速記録）を計測している。
2014年には、一軍の春季キャンプに参加したものの、シーズン中は二軍での生活に終始。投球フォームの変更を繰り返す（詳細後述）一方で、投球動作中に腕が止まるなど、イップスの症状に悩まされるようになった（詳細後述）。自身の述懐では、高校時代とのストライクゾーンの違いに戸惑い、コントロールを意識するあまり「高校の時みたいにがむしゃらに投げることができなくなっていた」という。結局、一軍公式戦での登板がないまま、10月3日に球団から戦力外通告を受けた。

### ソフトバンク時代
2014年11月9日にNPB12球団合同トライアウト、翌10日からテスト生として福岡ソフトバンクホークスの秋季キャンプに相次いで参加。その結果、同月22日に、育成選手としてソフトバンクと契約した。背番号は137。
2015年には、三軍戦9試合に登板。しかし、通算投球イニング5回1/3で18与四球・3与死球を記録するほどの制球難で、支配下登録選手や公式戦での登板に至らず、10月4日に戦力外通告を受けた。

### BCリーグ・群馬時代
2015年11月10日には、前年に続いてNPB合同トライアウトへ参加。ストレートで最速146km/hを計測する一方で、3人の打者に対して、1被安打1与四球という結果にとどまったが、同月30日にベースボール・チャレンジ・リーグ（ルートインBCリーグ）の群馬ダイヤモンドペガサスへ入団することが発表された。背番号は99。
2016年には、リーグ戦6試合に登板。勝敗は付かず、防御率が11.17に達した。前期終了後に退団を申し出たため、7月4日付で自由契約選手になった。

### 四国IL・愛媛時代
2016年7月25日に、四国アイランドリーグplusの愛媛マンダリンパイレーツが、北方の獲得を発表した。入団テストを経ての獲得だった。背番号は34で、入団後は、後期リーグ戦15試合の登板で1勝1敗、防御率2.43という成績を残した。8月には、古巣のソフトバンク三軍との交流戦に登板。ストレートで最速150km/hを計測した。愛媛が出場したこの年のグランドチャンピオンシップ（対戦相手は前所属の群馬）では、第2戦・第3戦・第5戦に登板したが、いずれも勝敗やセーブは付かなかった。シーズン終了後の11月12日には、3年連続でNPB合同トライアウトに参加。3人の打者に対して、1四球を出しながらも無安打に抑えたが、NPBへの復帰に至らずチームへ残留した。
2017年には、前後期を通じて、リーグ戦6試合に登板。1勝2敗、防御率6.00という成績で、シーズン終了後に退団した。退団後のインタビューによれば、野手への転向を勧められたことが退団につながったという。

### BCリーグ・信濃時代
2018年1月21日に、BCリーグの信濃グランセローズへ入団することが発表された。16試合に登板し0勝3敗、防御率7.22。シーズン終了後に退団した。退団後のインタビューによれば、無給の練習生契約を提示されたことが退団の理由とされている。

### BCリーグ・栃木時代
2018年10月31日に栃木ゴールデンブレーブスへ移籍することが発表された。背番号は20。
2019年には、前期の開幕から5月下旬まで、リーグ戦11試合に登板。通算成績は1勝2セーブ、防御率5.73ながら、同月中旬までは防御率1.00という好成績を残していた。4月21日の対福島レッドホープス戦まで、同カードでは、視察に訪れたMLBロサンゼルス・ドジャースのスカウトによる計測ながら、ストレートで自己最速の100mph（約161km/h）を記録している。
2019年5月4日に、ドジャース国際スカウト部門の責任者が、BCリーグ前期の栃木対群馬ダイヤモンドペガサス戦で北方の投球を改めて視察。試合後に北方と交渉した結果、同球団との間でマイナー契約を結ぶことで同月8日に合意した。同日にはMLBの公式サイト、翌9日には日本のメディアでもその旨を相次いで報道。北方自身も、栃木球団が同月12日の対福島戦後に設定した取材の場で、「レベルアップのチャンス」としてドジャースとのマイナー契約に合意したことや、正式な契約へ移行するまで栃木でプレーを続けることを明らかにした。結局、栃木球団は5月30日に、北方の退団とドジャースへの移籍を正式に発表。この発表を受けて、BCリーグでは翌6月1日付で、北方の選手登録抹消を公示した。 

### ドジャース傘下時代
2019年7月6日に、ロサンゼルス・ドジャース傘下のアリゾナリーグ・ドジャース・ラソーダと契約。8月末まで開催されたルーキーリーグで13試合に登板（4試合に先発）すると、通算投球イニング15回で0勝1敗、1セーブ、21奪三振、防御率7.20、WHIP2.00という成績を残した。
シーズンの終了後に、古巣・栃木での自主トレーニングを経て、アメリカでの教育リーグに参加。教育リーグで好感触を得たことから、ウインターリーグへ参加したい旨をドジャース側に伝えたところ、同球団スカウトのD.J.カラスコ（元ソフトバンク投手）がコーチを務めるオークランド・トゥアタラ（オーストラリアン・ベースボールリーグ）へ派遣された。
2019年11月から2020年1月まで、オークランドでプレー。当初は、オーストラリアン・ベースボールリーグのシーズン終了後にドジャースへ復帰したうえで、マイナーリーグから再びMLBを目指すことを想定していた。しかし、2020年の初頭からの世界規模のCOVID-19の影響で、マイナーリーグを統括するマイナーリーグ機構（MiLB）はリーグの開幕を延期することを決定。さらに、ドジャースを含むMLB全球団が、所属するスタッフや（北方のような）マイナー契約選手の派遣を見送ることをMiLBに通告した。結局、MiLBが2020年シーズンにマイナーリーグを完全に中止することを6月30日付で発表したことから、北方はマイナーリーガーとしてアメリカで実戦に臨む機会を事実上失った。
その一方で、BCリーグが2020年シーズンを6月20日に開幕したことを受けて、日本へ再び帰国。同年8月31日には、ドジャースの傘下球団に籍を置いたまま、栃木球団との契約に合意したことが発表された。翌9月1日付の契約で、背番号は36。栃木では公式戦10試合、プレーオフ1試合に登板した。11月4日に栃木を退団するが、引き続きドジャースの傘下球団には在籍した。
2021年4月24日にFAとなったことを自身のInstagramで明らかにした。今後については「また日本に戻って考えたいと思います」と記した。

### BCリーグ・栃木時代（2021年）
2021年5月18日、古巣・栃木球団から練習生契約を締結したことが発表された。復帰に際し、球団を通じて「また栃木で野球ができることに感謝しています。スタートは練習生からですが、すぐ支配下に復帰を目指して頑張ります。是非また球場に見に来てください。」とコメントを出した。8月27日、選手契約に変更。背番号は栃木に最初に入団した2019年と同じく20。
シーズン終了後の11月1日、今シーズンをもって栃木を退団（自由契約）することが発表された。発表に寄せたコメントの中で「今後も野球を続ける予定です。またどこかでお会いしましょう。」と記している。

### KAL・北九州時代
2021年12月13日、九州アジアリーグに2022年から参戦する福岡北九州フェニックスに選手兼任コーチとして入団することが発表された。2022年2月18日の体制発表会で背番号が22と発表された。1シーズン在籍し、シーズン終了後の9月30日に退団（自由契約）が発表された。北九州退団後の10月13日に自身のTwitterにて、本年限りで野球を引退することを発表した。

### 現役引退後
2023年からは、佐賀県に帰郷し佐賀市に本社を置く株式会社井手解体実業の解体工として働く傍ら元オリックス・バファローズの堤裕貴が運営する小中学生向けの野球塾「DKC BASEBALL SCHOOL」のコーチを務めている。2024年9月の取材時には同社の営業に異動するとともに同社が立ち上げた中学生の軟式野球チーム「佐賀IKベースボールクラブ」の監督を務めている。

## 選手としての特徴
全身を使ったスリークォーターのフォームから投じるストレートが持ち味で、ドジャースのスカウトによる計測では最速で100mph（約161km/h）、球場での球速表示では最速で160km/hを記録。その一方で、スライダー・カットボール・カーブ・フォークといった多彩な変化球も投げる。
躍動感のある投球に加えて、高校3年生の夏に佐賀県大会・全国大会を通じて1180球を投げられたほどのスタミナも魅力である。しかし、上記のフォームでは右腕の位置が定まらず制球も安定しなかった。そのため、制球力を改善すべく、DeNAへの入団3年目にサイドスローへ転向した。ところが、持ち味であるストレートの球速が130km/h前半にまで落ちたことから、およそ1ヶ月でオーバースローに戻した。退団後に独立リーグを経てドジャースとのマイナー契約へ至ったのは、投球フォームのバランスの改善を続けた結果、制球力の向上が認められたことにもよる。

## 人物
実父は、中学生時代に藤井将雄と同じ野球チームへ所属。藤井が福岡ダイエーホークスへ入団してから夭折するまでは、後援会の事務局長を務めたこともあった。北方も幼少期に藤井とのキャッチボールを経験している。その縁で、横浜からドラフト会議で指名された直後には、指名を受けた旨を藤井の墓前に報告。その3年後には、前述した経緯から、福岡ダイエーの後継球団であるソフトバンクへ移籍した。
DeNA時代に、ストレートの球速が110km/hまで低下。一時キャッチボールすら困難な状況にまで陥ったことから、イップスが原因とされている。その状況から再び野球に向き合えるようになったのはソフトバンク時代で、DeNAの投手・スタッフからコーチに転じていた入来祐作や、育成選手出身の千賀滉大から真摯に接してもらえたことによるという。ただ、北方自身はイップスを認めておらず、「練習では投げられるので、『フォームを乱した』と言う方が正しい」と述べている。
独立リーグ時代には、DeNA時代のチームメイトだった投手に支えられながら、4球団でプレーを続けた。1球団目の群馬をシーズン途中で退団した際には、群馬でもチームメイトだった伊藤拓郎が北方に野球を続けるようアドバイスを送ったばかりか、DeNAでの同期だった古村徹に連絡。当時古村が在籍していた愛媛の入団テストを経て、同球団への移籍に漕ぎ着けた。4球団目の栃木では、元MLB選手の西岡剛とチームメイトになったことから、西岡の勧めもあってドジャースとのマイナー契約に踏み切った。

## 詳細情報

### 年度別投手成績
- 一軍公式戦出場なし

### 独立リーグでの投手成績
| 年 度    | 球 団    | 登 板 | 完 投 | 勝 利 | 敗 戦 | セ 丨 ブ | 勝 率 | 打 者 | 投 球 回 | 被 安 打 | 被 本 塁 打 | 与 四 球 | 与 死 球 | 奪 三 振 | 暴 投 | ボ 丨 ク | 失 点 | 自 責 点 | 防 御 率 | W H I P |
| -------- | -------- | ----- | ----- | ----- | ----- | -------- | ----- | ----- | -------- | -------- | ----------- | -------- | -------- | -------- | ----- | -------- | ----- | -------- | -------- | ------- |
| 2016     | 群馬     | 6     | 0     | 0     | 0     | 0        | ----  | 55    | 9.2      | 10       | 1           | 15       | 2        | 6        | 4     | 1        | 12    | 12       | 11.17    | 2.72    |
| 2016     | 愛媛     | 15    | 0     | 1     | 1     | 0        | .500  | 137   | 33.1     | 28       | 3           | 15       | 0        | 18       | 3     | 0        | 14    | 9        | 2.43     | 1.30    |
| 2017     | 愛媛     | 6     | 0     | 1     | 2     | 0        | .333  | 118   | 24.0     | 21       | 1           | 28       | 6        | 16       | 7     | 0        | 16    | 16       | 6.00     | 2.04    |
| 2018     | 信濃     | 16    | 0     | 0     | 3     | 0        | .000  | 155   | 28.2     | 28       | 0           | 41       | 5        | 40       | 10    | 0        | 27    | 23       | 7.22     | 2.45    |
| 2019     | 栃木     | 11    | 0     | 1     | 0     | 2        | 1.000 | 56    | 11.0     | 7        | 0           | 12       | 2        | 15       | 1     | 0        | 11    | 7        | 5.73     | 1.73    |
| 2020     | 栃木     | 10    | 0     | 0     | 1     | 0        | .000  | 42    | 8.0      | 9        | 0           | 11       | 0        | 9        | 2     | 0        | 4     | 2        | 2.25     | 2.50    |
| 2021     | 栃木     | 7     | 0     | 2     | 0     | 0        | 1.000 | 34    | 6.1      | 7        | 0           | 7        | 1        | 1        | 0     | 0        | 5     | 2        | 2.84     | 2.21    |
| 2022     | 北九州   | 28    | 0     | 2     | 2     | 0        | .500  | 133   | 26.1     | 18       | 2           | 31       | 4        | 18       | 3     | 0        | 27    | 18       | 6.15     | 1.86    |
| BCL：5年 | BCL：5年 | 50    | 0     | 3     | 4     | 0        | .429  | 342   | 63.2     | 61       | 1           | 86       | 10       | 71       | 17    | 1        | 59    | 46       | 6.22     | 2.23    |
| IL：2年  | IL：2年  | 21    | 0     | 2     | 3     | 0        | .400  | 255   | 57.1     | 49       | 4           | 43       | 6        | 34       | 10    | 0        | 30    | 25       | 3.94     | 1.61    |
| KAL：1年 | KAL：1年 | 28    | 0     | 2     | 2     | 0        | .500  | 133   | 26.1     | 18       | 2           | 31       | 4        | 18       | 3     | 0        | 27    | 18       | 6.15     | 1.86    |

- 2022年度シーズン終了時

### 背番号
- 28 （2012年 - 2014年）
- 137 （2015年）
- 99 （2016年 - 2016年7月3日）
- 34 （2016年7月25日 - 2017年）
- 1 （2018年）
- 20 （2019年 - 2019年5月31日、2021年8月27日 - 11月1日）
- 36 （2020年9月1日 - 2020年11月4日）
- 22 （2022年）